# One Penn Plaza
One Penn Plaza é um arranha-céu, actualmente é o 151º arranha-céu mais alto do mundo, com 229 metros (750 ft). Edificado na cidade de Nova Iorque, Estados Unidos, foi concluído em 1972 com 57 andares.